# Open Puerto Vallarta 2024 - Doppio
Il doppio del torneo di tennis professionistico Open Puerto Vallarta 2024, facente parte della categoria Challenger 50 nell'ambito dell'ATP Challenger Tour 2024, si gioca dal 18 al 24 novembre a Puerto Vallarta, in Messico. Tra le coppie partecipanti erano assenti Robert Galloway e Miguel Ángel Reyes Varela, i detentori del titolo.
In finale Liam Draxl e Benjamin Sigouin hanno sconfitto Karl Poling e Ryan Seggerman con il punteggio di 7–6(5), 6–2.

## Teste di serie
1. Liam Draxl /  Benjamin Sigouin (campioni)
2. Roy Stepanov /  Tennyson Whiting (primo turno)

1. Courtney John Lock /  Gonçalo Oliveira (quarti di finale)
2. Finn Reynolds /  Keegan Smith (semifinale)

## Wildcard
1. Alex Hernández /  Rodrigo Pacheco Méndez (primo turno)

1. Alan Magadán /  Daniel Moreno (primo turno)

## Alternate
1. Alfredo Perez /  Jack Vance (primo turno)

## Tabellone

### Legenda
| - Q = Qualificato - WC = Wild card - LL = Lucky loser | - ALT = Alternate - SE = Special Exempt - PR = Protected Ranking | - w/o = Walkover - r = Ritirato - d = Squalificato |

|  | Primo turno | Primo turno                  | Primo turno                  | Primo turno | Primo turno |  |  | Quarti di finale | Quarti di finale       | Quarti di finale       | Quarti di finale       | Quarti di finale       |   |   | Semifinali | Semifinali                  | Semifinali                  | Semifinali                 | Semifinali                 |    |   | Finale | Finale | Finale | Finale | Finale |  |
|  |             |                              |                              |             |             |  |  |                  |                        |                        |                        |                        |   |   |            |                             |                             |                            |                            |    |   |        |        |        |        |        |  |
|  | 1           | L Draxl B Sigouin            | L Draxl B Sigouin            | 6           | 7           |  |  |                  |                        |                        |                        |                        |   |   |            |                             |                             |                            |                            |    |   |        |        |        |        |        |  |
|  |             | A Ilagan J Maginley          | A Ilagan J Maginley          | 2           | 5           |  |  | 1                | L Draxl B Sigouin      | 7                      | 63                     | [10]                   |   |   |            |                             |                             |                            |                            |    |   |        |        |        |        |        |  |
|  |             | E Karlovskij M Rosenkranz    | E Karlovskij M Rosenkranz    | 4           | 4           |  |  |                  | P Kumar N Schachter    | 5                      | 7                      | [8]                    |   |   |            |                             |                             |                            |                            |    |   |        |        |        |        |        |  |
|  |             | P Kumar N Schachter          | P Kumar N Schachter          | 6           | 6           |  |  |                  |                        |                        |                        |                        |   |   | 1          | L Draxl B Sigouin           | L Draxl B Sigouin           | 6                          | 7                          |    |   |        |        |        |        |        |  |
|  | 3           | C Lock G Oliveira            | C Lock G Oliveira            | 6           | 6           |  |  |                  |                        |                        | F Corwin N Oberleitner | F Corwin N Oberleitner | 3 | 5 |            |                             |                             |                            |                            |    |   |        |        |        |        |        |  |
|  | WC          | A Hernández R Pacheco Méndez | A Hernández R Pacheco Méndez | 4           | 4           |  |  | 3                | C Lock G Oliveira      | C Lock G Oliveira      | 4                      | 2                      |   |   |            |                             |                             |                            |                            |    |   |        |        |        |        |        |  |
|  | WC          | A Magadán D Moreno           | A Magadán D Moreno           | 4           | 4           |  |  |                  | F Corwin N Oberleitner | F Corwin N Oberleitner | 6                      | 6                      |   |   |            |                             |                             |                            |                            |    |   |        |        |        |        |        |  |
|  |             | F Corwin N Oberleitner       | F Corwin N Oberleitner       | 6           | 6           |  |  |                  |                        |                        |                        |                        |   |   | 1          | Liam Draxl Benjamin Sigouin | Liam Draxl Benjamin Sigouin | 7                          | 6                          |    |   |        |        |        |        |        |  |
|  | Alt         | A Perez Jac Vance            | A Perez Jac Vance            | 5           | 4           |  |  |                  |                        |                        |                        |                        |   |   |            |                             |                             | Karl Poling Ryan Seggerman | Karl Poling Ryan Seggerman | 65 | 2 |        |        |        |        |        |  |
|  |             | B Artnak M McKennon          | B Artnak M McKennon          | 7           | 6           |  |  |                  | B Artnak M McKennon    | B Artnak M McKennon    | 5                      | 2                      |   |   |            |                             |                             |                            |                            |    |   |        |        |        |        |        |  |
|  |             | J Davis J MacKinlay          | 5                            | 6           | [10]        |  |  | 4                | F Reynolds K Smith     | F Reynolds K Smith     | 7                      | 6                      |   |   |            |                             |                             |                            |                            |    |   |        |        |        |        |        |  |
|  | 4           | F Reynolds K Smith           | 7                            | 4           | [12]        |  |  |                  |                        |                        |                        |                        |   |   | 4          | F Reynolds K Smith          | F Reynolds K Smith          | 3                          | 3                          |    |   |        |        |        |        |        |  |
|  |             | K Poling R Seggerman         | K Poling R Seggerman         | 6           | 6           |  |  |                  |                        |                        | K Poling R Seggerman   | K Poling R Seggerman   | 6 | 6 |            |                             |                             |                            |                            |    |   |        |        |        |        |        |  |
|  |             | V Aboian W Woodall           | V Aboian W Woodall           | 3           | 2           |  |  |                  | K Poling R Seggerman   | 6                      | 63                     | [10]                   |   |   |            |                             |                             |                            |                            |    |   |        |        |        |        |        |  |
|  |             | G Hussey O Okonkwo           | G Hussey O Okonkwo           | 7           | 7           |  |  |                  | G Hussey O Okonkwo     | 3                      | 7                      | [4]                    |   |   |            |                             |                             |                            |                            |    |   |        |        |        |        |        |  |
|  | 2           | R Stepanov T Whiting         | R Stepanov T Whiting         | 64          | 64          |  |  |                  |                        |                        |                        |                        |   |   |            |                             |                             |                            |                            |    |   |        |        |        |        |        |  |